# ماتياس نيلسون (لاعب هوكي الجليد)
ماتياس نيلسون (بالسويدية: Mattias Nilsson)‏ هو لاعب هوكي الجليد سويدي، ولد في 23 يناير 1994 في فيسبي في السويد.

## وصلات خارجية
- ماتياس نيلسون على موقع EliteProspects.com (الإنجليزية)
- ماتياس نيلسون على موقع Eurohockey.com (الإنجليزية)
- ماتياس نيلسون على موقع HockeyDB.com (الإنجليزية)